# Sport Club Suzzara 1988-1989
Questa voce raccoglie le informazioni riguardanti lo Sport Club Suzzara nelle competizioni ufficiali della stagione 1988-1989.

## Rosa
| N. |                   | Ruolo | Calciatore             |
| -- | ----------------- | ----- | ---------------------- |
|    | Italia (bandiera) | A     | Gabriele Albasini      |
|    | Italia (bandiera) | C     | Roberto Antonioli      |
|    | Italia (bandiera) | D     | Domenico Baldacci (II) |
|    | Italia (bandiera) | P     | Maurizio Bonati        |
|    | Italia (bandiera) | P     | Marco Cristi           |
|    | Italia (bandiera) | C     | Mario Crocco           |
|    | Italia (bandiera) | A     | Antonino Di Natale     |
|    | Italia (bandiera) | A     | Giuseppe Galli         |
|    | Italia (bandiera) | A     | Davide Genovese        |
|    | Italia (bandiera) | D     | Davide Lampugnani      |
|    | Italia (bandiera) | D     | Carlo Marchetto        |
|    | Italia (bandiera) | D     | Mirko Marcolongo       |

| N. |                   | Ruolo | Calciatore          |
| -- | ----------------- | ----- | ------------------- |
|    | Italia (bandiera) | D     | Daniele Merlin      |
|    | Italia (bandiera) | D     | Diego Paparella     |
|    | Italia (bandiera) | C     | Andrea Rossato      |
|    | Italia (bandiera) | D     | Francesco Schiraldi |
|    | Italia (bandiera) | C     | Claudio Simoni      |
|    | Italia (bandiera) | A     | Mariano Sotgia      |
|    | Italia (bandiera) | C     | Paolo Stramieri     |
|    | Italia (bandiera) | C     | Giuseppe Testa      |
|    | Italia (bandiera) | C     | Tullio Tinti        |
|    | Italia (bandiera) | C     | Alessandro Zaccolo  |
|    | Italia (bandiera) | C     | Giuseppe Zanni      |